# Коло Земне

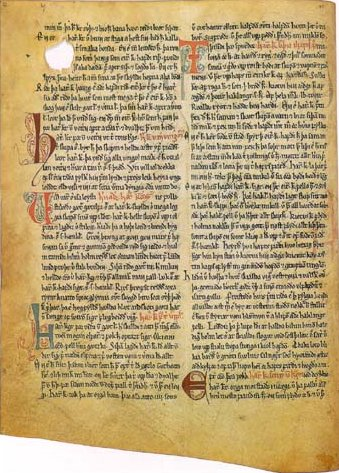
Сторінка копії Еггертсона Кола Земного

Коло Земне (давньосканд. Heimskringla, Kringla heimsins) — звід скандинавських саг, найбільша пам'ятка скандинавської літератури XIII століття.
Припускають, що автором «Кола Земного» був ісландський скальд і прозаїк Сноррі Стурлусон (1178—1241).

## Зміст
«Коло Земне» — унікальна збірка, що розповідає про життя Північної Європи в еру вікінгів, становлення скандинавських держав. Містить деякі відомості й про інші європейські держави того часу — від Візантії та Русі до Англії. Назва походить від двох слів — «Kringla heimsins …», якими починається перша сага зводу «Сага про Інґлінґів», й вигадана пізнішими видавцями.

### Поезія скальдів
Вченими заведено вважати, що скальдична поезія — найнадійніше джерело, яким користується автор «Кола Земного». Сноррі Стурлусон і сам про це пише в «Пролозі»: «Те, що говориться в цих піснях, які виконувалися перед самими правителями або їх синами, ми визнаємо за цілком вірогідні свідчення». Як зазначає М. І. Стеблін-Каменський, вірші скальдів «були завжди продуктом усвідомленої творчості, але це була творчість, спрямована тільки на форму, а не на зміст, внаслідок чого вигадка була в них неможлива». Сноррі цитує багатьох скальдів, включаючи таких відомих, як Тьодольв з Гвініра, Ейвінд Губитель Скальдів, Торьбйорн Горнклові та інші. Необхідно відзначити, що при цьому Сноррі дуже вільно переказує події, які згадуються в цих поезіях, часом пишучи те, що йому здавалося правдоподібним.

### Письмові джерела
Здається, автору «Кола Земного» було відоме досить широке коло писемних джерел, які до того часу вже з'явилися на світ. Існування деяких з них викликає сумнів, інших — повністю підтверджено:
- «Коротка історія норвезьких королів» Семунда Мудрого (написана, ймовірно, латинською мовою); твір не зберігся
- «Історія про норвезьких королів» Арі Торґільссона (написана давньоскандинавською мовою); не збереглася
- «Hryggjarstykki» («Спинний хребет»), найдавніша «королівська сага» про королів Сіґурда та Інґе, авторство приписується Ейрікові Оддсону; не збереглася
- «Найдавніша сага про Олава Святого» (збереглася в семи уривках)
- «Легендарна сага про Олава Святого» (написана в Ісландії, збереглася тільки в норвезькому рукописі)
- «Життєпис Олава Святого» Стюрміра Карасона (повністю не збереглася)
- «Сага про Сверріра» Карла Йонссона, написана під диктовку самого Сверріра
- «Сага про Олава Трюґґвасона» Одда Сноррасона (написана латинською мовою, збереглася в перекладі на давньоісландську)
- «Сага про Олава Трюґґвасона» Ґуннлауґа Лейвссона (написана латинською мовою, повністю не збереглася)
- «Огляд саг про норвезьких конунґів»
- «Історія про стародавніх норвезьких королів» монаха Теодріка
- «Історія Норвегії» невідомого автора
- «Гнила шкіра»
- «Красива шкіра»
- «Сага про йомсвікінгів»
- «Сага про оркнейців»
- «Сага про фарерців»
- «Сага про Скьольдунґів»

### Усна традиція
Найскладніше та найсуперечливіше джерело — усна традиція. Безсумнівно, Сноррі користувався усними переказами, які ще існували в його епоху в Ісландії. На думку М. І. Стеблін-Каменського це, як правило, виражається не в якихось конкретних творах, а в жанрах, характерних для того чи іншого оповідання. Зокрема, в «Колі Земному» простежуються мотиви казок-бувальщин, чарівних казок і навіть героїчних оповідей. Однак усні джерела завжди залишаються лише припущенням.

## Манускрипти
Відомо шість середньовічних рукописів «Кола Земного»:
- Kringla («Коло»)
- AM 39
- Codex Frisianus
- Jöfraskinna
- Eirspennil («Мідна застібка»)
- Gullinskinna

Жодний з цих рукописів не є оригіналом. Найдавніший — Kringla. Це список, зроблений якимось ісландцем близько 1260 р. AM 39 являє собою неповний рукопис і датується приб. 1300 р. Початком XIV ст. датуються манускрипти Codex Frisianus, Eirspennil і Gullinskinna, першою чвертю XIV ст. — Jöfraskinna. В результаті пожежі в Копенгагенській бібліотеці 1728 р., де зберігалися рукописи, згоріли Kringla, Jöfraskinna і Gullinskinna. З останніх двох залишилися списки. Крім того, збереглися окремі листки давніх рукописів, переклади незбережених рукописів і витяги з них.

## Художня цінність твору
«Коло Земне» — це яскрава і драматична, але одночасно з тим й виключно правдива розповідь про долі сотень людей, які дійсно існували колись, але померли вже багато століть тому; це багата галерея людських образів, намальованих з геніальною простотою. Попри велику кількість наведених відомостей та на противагу тому, що зазвичай буває в історіографічних творах, в безсмертному творінні великого ісландця головним об'єктом зображення весь час залишається людина.

## Список саг, що входять до збірки
- «Сага про Інґлінґів»
- «Сага про Гальвдана Чорного»
- «Сага про Гаральда Прекрасноволосого»
- «Сага про Гакона Доброго»
- «Сага про Гаральда Сіра Шкура»
- «Сага про Олава Трюґґвасона»
- «Сага про Олава Святого»
- «Сага про Маґнуса Доброго»
- «Сага про Гаральда Суворого»
- «Сага про Олава Тихого»
- «Сага про Маґнуса Голоногого»
- «Сага про синів Маґнуса Голоногого»
- «Сага про Магнуса Сліпого та Гаральда Ґіллі»
- «Сага про синів Гаральда Ґіллі»
- «Сага про Гакона Широкоплечого»
- «Сага про Маґнуса сина Ерлінґа»

## Публікації
1. (норв.)Snorre Sturlasson (Снорі Стурлусон), «Kongesagaer» (Круг Земной), пер. Anne Holtsmark, Didrik Arup Seip, изд. Oslo: Gyldendal Norsk Forlag, 1959. — 765 с.
2. (рос.)Снорри Стурлусон. Круг Земной / Heimskringla [Архівовано 17 квітня 2017 у Wayback Machine.], отв. ред. Стеблин-Каменский, Михаил Иванович; Изд. подготовили: А. Я. Гуревич, Ю. К. Кузьменко, О. А. Смирницкий, М. И. Стеблин-Каменский. — М.: Ладомир. Наука, 1980. — 687 с.